# Lhota pod Přeloučí
Lhota pod Přeloučí – przystanek kolejowy w Lhocie, w kraju pardubickim, w Czechach. Znajduje się na wysokości 210 m n.p.m.
Na przystanku nie ma możliwości zakupu biletu, a obsługa podróżnych odbywa się w pociągu.

## Linie kolejowe
- 010 Kolín - Česká Třebová